# 유로스타
유로스타(영어: Eurostar)는 영국 런던의 세인트 팬크러스(영어: St Pancras)역, 프랑스 파리의 북역(프랑스어: Gare du Nord), 벨기에 브뤼셀의 남역(네덜란드어: Bruxelles Midi)을 최고 속도 300km/h로 잇는 국제 고속철도이다. 열차는 채널 터널(유로터널)을 지나 도버 해협을 횡단하고 프랑스, 벨기에, 네덜란드 구간은 고속철도 노선을 사용한다. 유로터널이 개통한 해와 같은 해인 1994년 11월 14일에 개통했다.

## 개요
유로스타는 TGV를 기본으로 프랑스, 영국, 벨기에 3국이 공동 개발한 차량으로, 3개국 직결 운전을 위해 고안했다.
영국 국내에서는 궤도 문제(제3궤조방식) 때문에 속도를 낼 수 없었지만, 2003년에 영국 내 고속 신선인 채널 터널 레일 링크(영어: Channel Tunnel Rail Link) 구간이 부분 개통되어 런던에서 파리·브뤼셀까지의 소요 시간을 단축시켰다. 18량의 영국 철도 373(British Rail Class 373)이 최고속도 시속 300km로 운행한다.
당초 영국 국내는 재래선을 달렸으므로 시발착역으로 런던의 워털루 역(워털루국제역)을 사용하였다가, 2007년 초순 CTRL 전 구간 개통 후에는 세인트 팬크러스(St Pancras)역이 되었다. 이에 따라 런던 - 파리 간의 소요 시간은 최단 2시간 15분으로 단축되었으며, 프랑스 본토 부분에 전용선을 신설하면 소요 시간은 더 짧아질 것으로 예상된다.
영국에서는 런던의 종착역인 세인트 팬크러스 역에도 에브스플리트 국제 역(Ebbsfleet International railway station)과 애쉬포드 국제 역(Ashford International railway station)(켄트 소재)에서도 정차한다. 프랑스에서는 파리의 종착역인 파리 북역(Gare de Paris-Nord)과 칼레-프레떵역(Gare de Calais-Fréthun) 및 릴 유럽역(Gare de Lille Europe)에서 정차한다. 벨기에 브뤼셀에는 종착역 브뤼셀 남역 (Gare de Bruxelles-Midi)이 있다. 그 밖에 런던에서 마른 라 발레 세시역(Gare de Marne-la-Vallée - Chessy, 디즈니랜드 파리)이나 남프랑스까지 가는 임시 열차도 있다.
유로스타의 역사는 영국과 프랑스 간을 가로지르는 채널 역할을 할 철도 터널을 만들기로 한 1986년으로 거슬러 올라간다. 일찍이 1974년에도 양국을 연결하는 터널을 건설하려는 계획이 있었으나 곧 폐기되고 말았다. 1988년에 새로운 토대위에 건설이 시작되었고, 유로터널이 터널을 운영하고 소유하기 위하여 설립되었다. 터널 공사는 1993년에 완공되고 1994년 5월 6일에 공식적으로 운영이 개시되었다.

## 운행 노선

### 런던세인트 팬크러스 역~파리북역구간
| 정차역                    | 영어, 프랑스어 이름                | 국가   |
| ------------------------- | ---------------------------------- | ------ |
| 런던 세인트 팬크러스 역   | (영어: St Pancras)                 | 영국   |
| 켄트 에브스플리트 국제 역 | (영어: Ebbsfleet International)    | 영국   |
| 애쉬포드 애쉬포드 국제 역 | (영어: Ashford International)      | 영국   |
| 칼레 칼레-프레떵역        | (프랑스어: Gare de Calais-Fréthun) | 프랑스 |
| 릴 릴 유럽역              | (프랑스어: Gare de Lille Europe)   | 프랑스 |
| 파리 북역                 | (프랑스어: Gare de Paris-Nord)     | 프랑스 |

### 파리마른 라 발레 세시역분기점
| 정차역                   | 프랑스어 이름                        | 국가   |
| ------------------------ | ------------------------------------ | ------ |
| 릴 릴 유럽역             | (프랑스어: Gare de Lille Europe)     | 프랑스 |
| 파리 마른 라 발레 세시역 | (프랑스어: Marne-la-Vallée – Chessy) | 프랑스 |

### 부흐그 셍 모히쓰부흐그 셍 모히쓰역분기점
| 정차역                                      | 프랑스어 이름                                | 국가   |
| ------------------------------------------- | -------------------------------------------- | ------ |
| 릴 릴 유럽역                                | (프랑스어: Gare de Lille Europe)             | 프랑스 |
| 리옹 파트 디유역                            | (프랑스어: Lyon-Part-Dieu)                   | 프랑스 |
| 아비뇽 TGV역                                | (프랑스어: Avignon TGV)                      | 프랑스 |
| 마르세유 성샤를역                           | (프랑스어: Gare de Marseille-Saint-Charles)  | 프랑스 |
| 무띠에 무띠에-살랑-브리디에스-레스-바인스역 | (프랑스어: Moûtiers-Salins-Brides-les-Bains) | 프랑스 |
| 에메 라플라뉴역                             | (프랑스어: Aime-La Plagne)                   | 프랑스 |
| 부흐그 셍 모히쓰 부흐그 셍 모히쓰역         | (프랑스어: Bourg-Saint-Maurice)              | 프랑스 |

### 암스테르담센트랄역분기점
| 정차역              | 프랑스어, 네덜란드어 이름                            | 국가     |
| ------------------- | ---------------------------------------------------- | -------- |
| 릴 릴 유럽역        | (프랑스어: Gare de Lille Europe)                     | 프랑스   |
| 브뤼셀 남역         | (프랑스어: Bruxelles-Midi, 네덜란드어: Brussel-Zuid) | 벨기에   |
| 암스테르담 센트랄역 | (네덜란드어: Station Amsterdam Centraal)             | 네덜란드 |

## 차량 정보
| 차량                     | 사진 | 유형 | 최고 영업 속도 | 최고 영업 속도 | 량수 | 편성 | 차량 번호                                                             | 운행 노선 | 도입 년도 |
| 차량                     | 사진 | 유형 | mph            | km/h           | 량수 | 편성 | 차량 번호                                                             | 운행 노선 | 도입 년도 |
| ------------------------ | ---- | ---- | -------------- | -------------- | ---- | ---- | --------------------------------------------------------------------- | --- | --------- |
| 클래스 373 유로스타 e300 |      | EMU  | 186            | 300            | 16   | 12   | 373001-373022 373101-373108 373201-373202 373205-373224 373229-373232 | 런던 세인트 팬크러스 역 ~ 파리 북역 런던 ~ 브뤼셀 남역 런던 ~ 마른 라 발레 세시 런던 ~ 부흐그 셍 모히쓰 런던 ~ 마르세유                            | 1992년    |
| 클래스 374 유로스타 e320 |      | EMU  | 200            | 320            | 16   | 17   | 374001-374034                                                         | 런던 세인트 팬크러스 역 ~ 파리 북역 런던 ~ 브뤼셀 남역 런던 ~ 암스테르담 센트랄역 런던 ~ 마른 라 발레 세시 런던 ~ 부흐그 셍 모히쓰 런던 ~ 마르세유 | 2011년    |

- 그 밖에도 클래스 08 디젤 기관차를 보유하고 있으며 템플 밀즈 차량 사업소에서 사용하고 있다.[5]

## 현황
- 3종류의 전원에 대응 (프랑스 소속 일부 편성은 4종류 대응)
  - 교류 25kV 50Hz (프랑스, 영국 고속 신선, 벨기에 국내)
  - 직류 1.5kV (프랑스 국내, 기존선: 일부 편성만 대응)
- 최고 영업 속도 : 300km/h
- 3개국 신호 체계 대응
- 전고 : 3,410mm
- 전폭 : 2,810mm
- 궤간 : 표준궤 (1,435mm)